# Seis mejores poetas de waka
Los seis mejores poetas de waka (六歌仙 Rokkasen?) fueron un grupo de poetas japoneses seleccionados a inicios de la era Heian, en 905 por Ki no Tsurayuki en la antología poética Kokin Wakashū, en donde se refirió a ellos en el prefacio como "famosos poetas en el pasado cercano". No obstante, no les dio el título de "inmortales del waka" (kasen). Otros grupos de poetas se encuentran los treinta y seis poetas inmortales y los cien poetas destacados en el Ogura Hyakunin Isshu.

## Los seis mejores poetas de waka

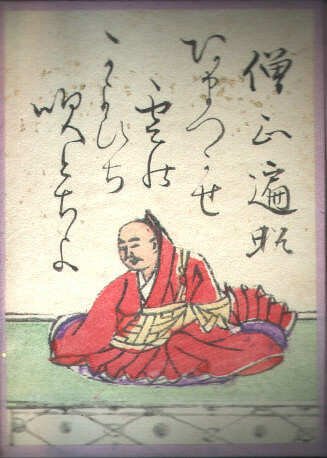
Henjō
 (遍昭?)
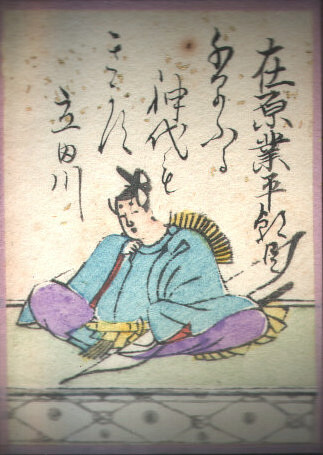
Ariwara no Narihira
 (在原業平?)
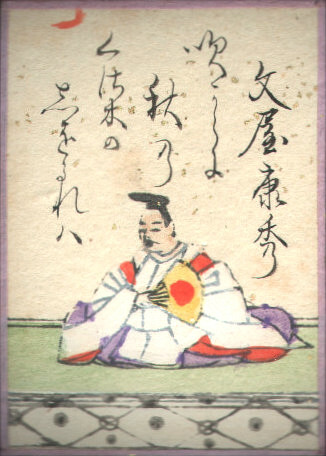
Fun'ya no Yasuhide
 (文屋康秀?)
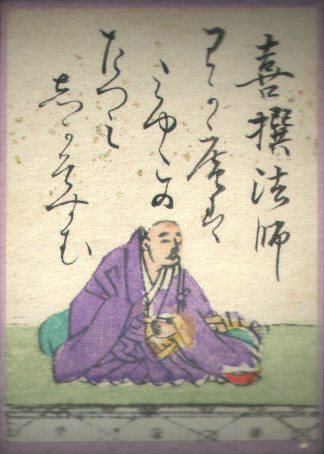
Kisen
 (喜撰?)
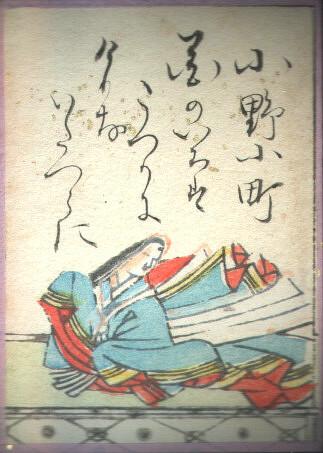
Ono no Komachi
 (小野小町?)
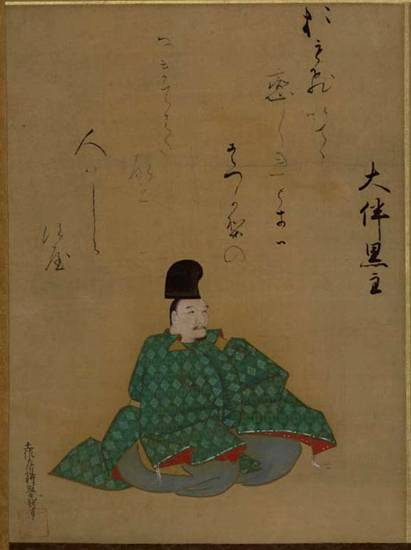
Ōtomo no Kuronushi
 (大友黒主?)